# Römischer Ziegelstein

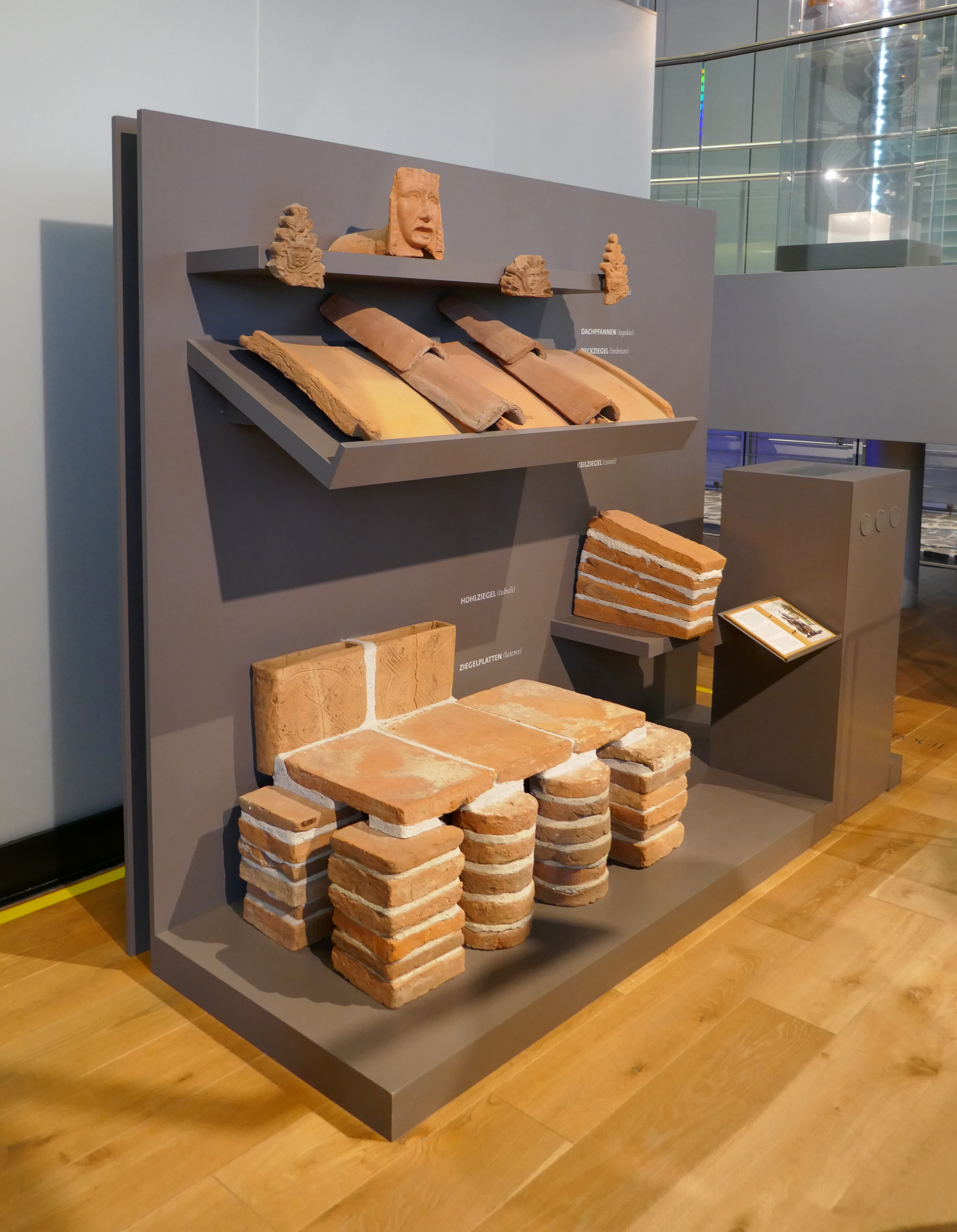
Verschiedene römische Ziegel ausgestellt im LVR-Archäologischer Park Xanten

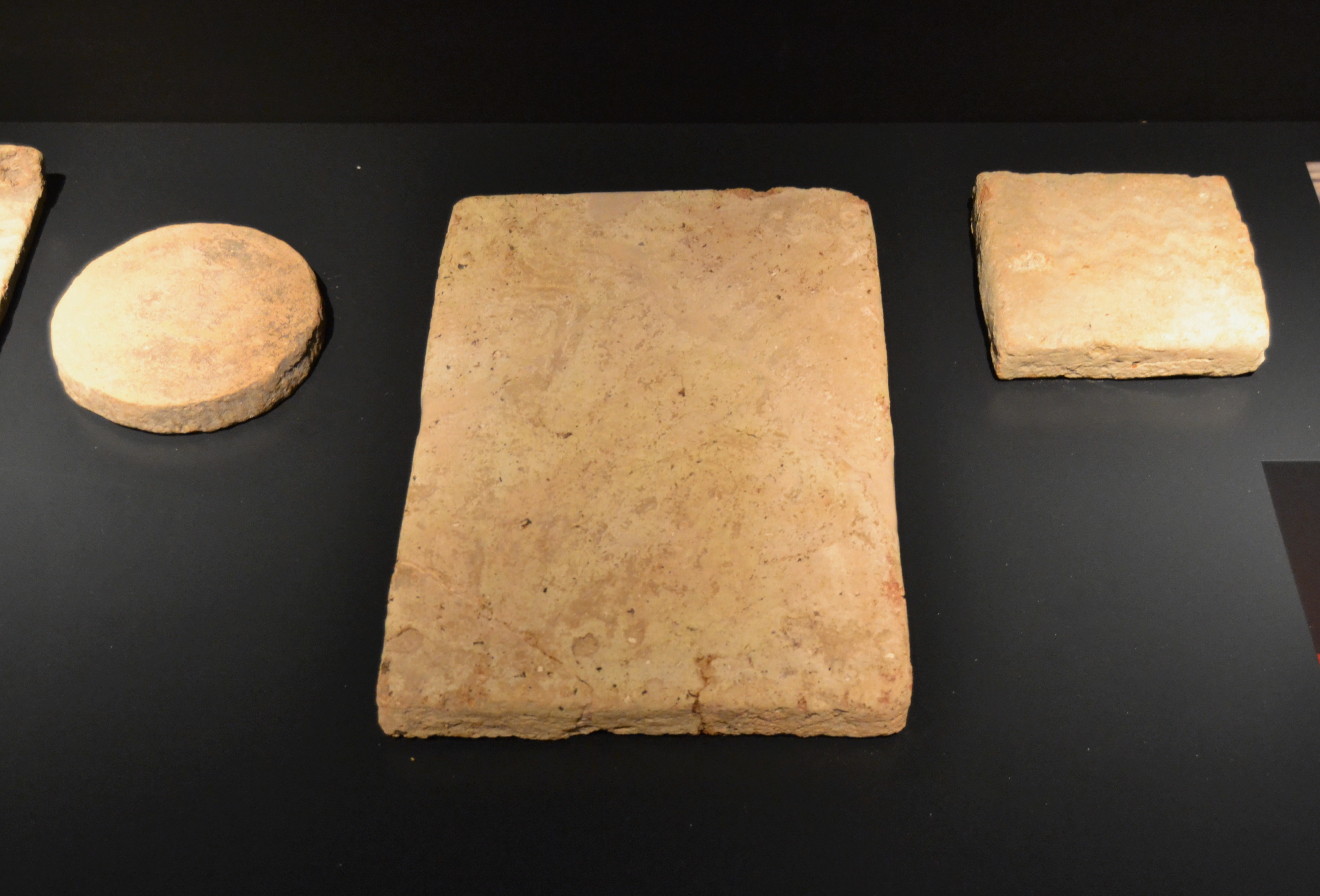
Ziegelfliesen, Villa Petrària (Carrer de la Font und Carrer de Miguel Amat), Unteres Kaiserreich (3.–5. Jahrhundert n. Chr.), Museum Dámaso Navarro de Petrer

Römische Ziegelsteine (lateinisch later für Flachziegel, tegula für Leistenziegel) wurden in der antiken römischen Architektur und dem Bauwesen verwendet und von den Römern in den von ihnen eroberten und geprägten Gebieten verbreitet. Es ist auch die Bezeichnung für eine moderne Adaption, die von den antiken Vorbildern inspiriert wurde. Beide Typen sind charakteristischerweise länger und flacher als moderne Ziegel.
Der römische Ziegel ist ein aus Lehm bzw. Tonmineralen gebrannter Kunststein, der im römischen Bauwesen für Mauerwerk, Fußböden, Wandverkleidungen und Dächer verwendet wurde.

## Ursprung und Herstellung
Die Römer entwickelten erst in der Kaiserzeit gebrannte Tonziegel. Zuvor hatten sie sonnengetrocknete Lehmziegel verwendet, die mechanisch viel nachgiebiger und nur für kleinere Gebäude geeignet waren. Die Entwicklung begann unter Kaiser Augustus. Dabei wurden Techniken genutzt, die von den antiken Griechen entwickelt worden waren, die schon viel länger gebrannte Ziegel für ihre Bauwerke verwendeten. Für die Herstellung, etwa der Mauerziegel, nutzten die Römer keine oder kaum fossile Brennstoffe wie Kohle. Sie setzten dafür auf Brennholz und Holzkohle, die wiederum aus Holz hergestellt wurde. Holzkohle bot den Vorteil, dass sie sehr viel weniger wiegt als Holz. Holz war der wichtigste Energielieferant der römischen Antike.
Die Tongruben, cretifodinae, und die Produktionsstätten wurden zusammenfassend als Figlinae bezeichnet. Die Arbeiter, meist Sklaven, hießen auch Figlinae. Der Dominus war der Chef der Ziegelei. Die Officinatores waren die Aufseher in der Officina der Ziegelei. In den römischen Provinzen war die Ziegelproduktion meist eine Aufgabe des Heeres. Ab dem 1. Jahrhundert geriet die Ziegelproduktion zunehmend unter die Aufsicht des Reiches. Die Herstellung war eine semi-industrielle Produktion, und die Tonfabriken befanden sich üblicherweise in der Nähe von Tongruben und an Wasserstraßen. Das machte den Transport der hergestellten Ziegel einfacher und preiswerter als der Straßentransport.
Das älteste datierte Gebäude in Rom, in dem gebrannte Ziegel verbaut wurden, ist das Theater des Marcellus aus dem Jahr 13 v. Chr. Der Prozess des vorhergehenden Trocknens in einem Ofen sorgte dafür, dass die Ziegel beim Trocknen keine Risse bekamen. Die Trockenzeit der Lehmziegel war beträchtlich und die Herstellung von Ziegeln daher auf bestimmte Jahreszeiten beschränkt. Der feuergetrocknete Ziegel ermöglichte eine deutliche Steigerung der Ziegelproduktion, was zu einer Massenproduktion von Ziegeln in Rom führte.
Im ersten Jahrhundert der Kaiserzeit perfektionierten die Römer die Ziegelherstellung und nutzten sie allerorts, sowohl im öffentlichen als auch im privaten Bauwesen. Die Massenproduktion römischer Ziegel führte zu einer Zunahme öffentlicher Bauvorhaben. Die Römer nahmen ihre Fähigkeiten zur Ziegelproduktion überall in die römischen Provinzen mit und machten das Handwerk der örtlichen Bevölkerung bekannt. Die römischen Legionen betrieben mobile Brennöfen und führten Ziegel („Legionsziegel“, tegulae legionariae) in viele Teile des Reiches ein. Die Ziegel dienten als Zeit- und Ortsmarken der Einsatzorte des römischen Militärs.
Lag die Ziegelproduktion zunächst in den Händen wohlhabender römerischer Bürger, wurde im 2. Jahrhundert n. Chr. unter Kaiser Hadrian die Ziegelproduktion für große Bauvorhaben neu zentral organisiert. Die Ziegelproduktion wurde in einem semi-industriellen Prozess durch Einheiten des Heeres betrieben. Dabei wurden nicht nur eigenen Projekte beliefert, sondern auch Gemeinden, und wahrscheinlich auch private Unternehmen. So übernahmen die Legionen teilweise die Aufgaben „staatlicher Bauunternehmen“, eine Funktion, die darin ihren Ausdruck fand, dass sie ihre eigenen Architekten und Handwerker ausbildeten. Römische Ziegel sind oft mit dem Zeichen der Legion versehen, die ihre Herstellung überwachte. Römischer Backstein wurde zum Bau berühmter Bauwerke wie der Roten Basilika in Pergamon, der Domus Tiberiana und der Maxentius-Basilika in Rom verwendet. Die Verwendung von Ziegeln in Süd- und Westdeutschland lässt sich beispielsweise auf Traditionen zurückführen, die bereits der römische Architekt Vitruv beschrieben hat, obwohl er sich wahrscheinlich auf Lehmziegel bezieht.

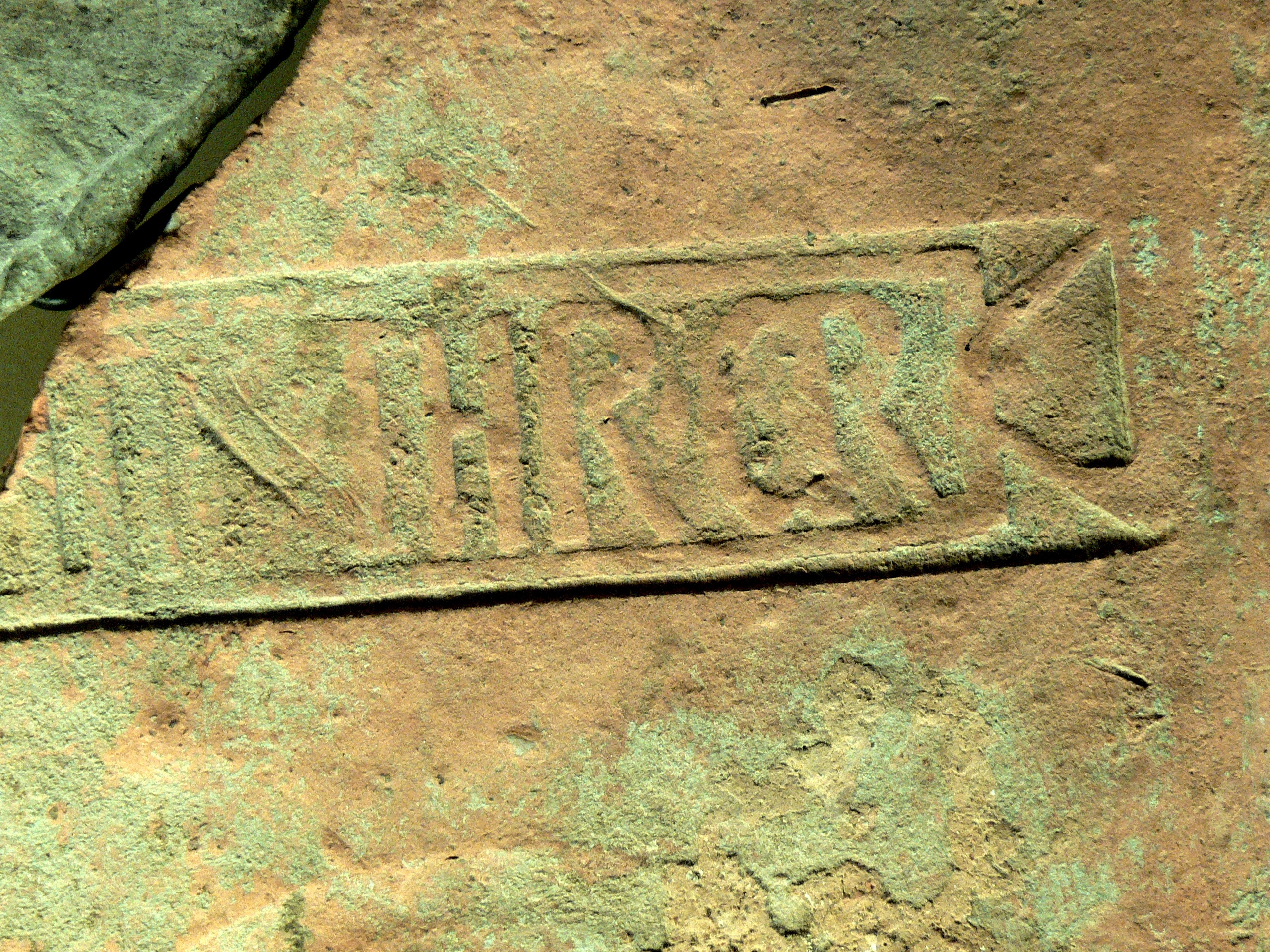
Antiker römischer Stempel wie er auf einem Hypokauststein, der von der dritten Kohorte römischer Bürger aus der römischen Provinz Thrakien verwendet wurde

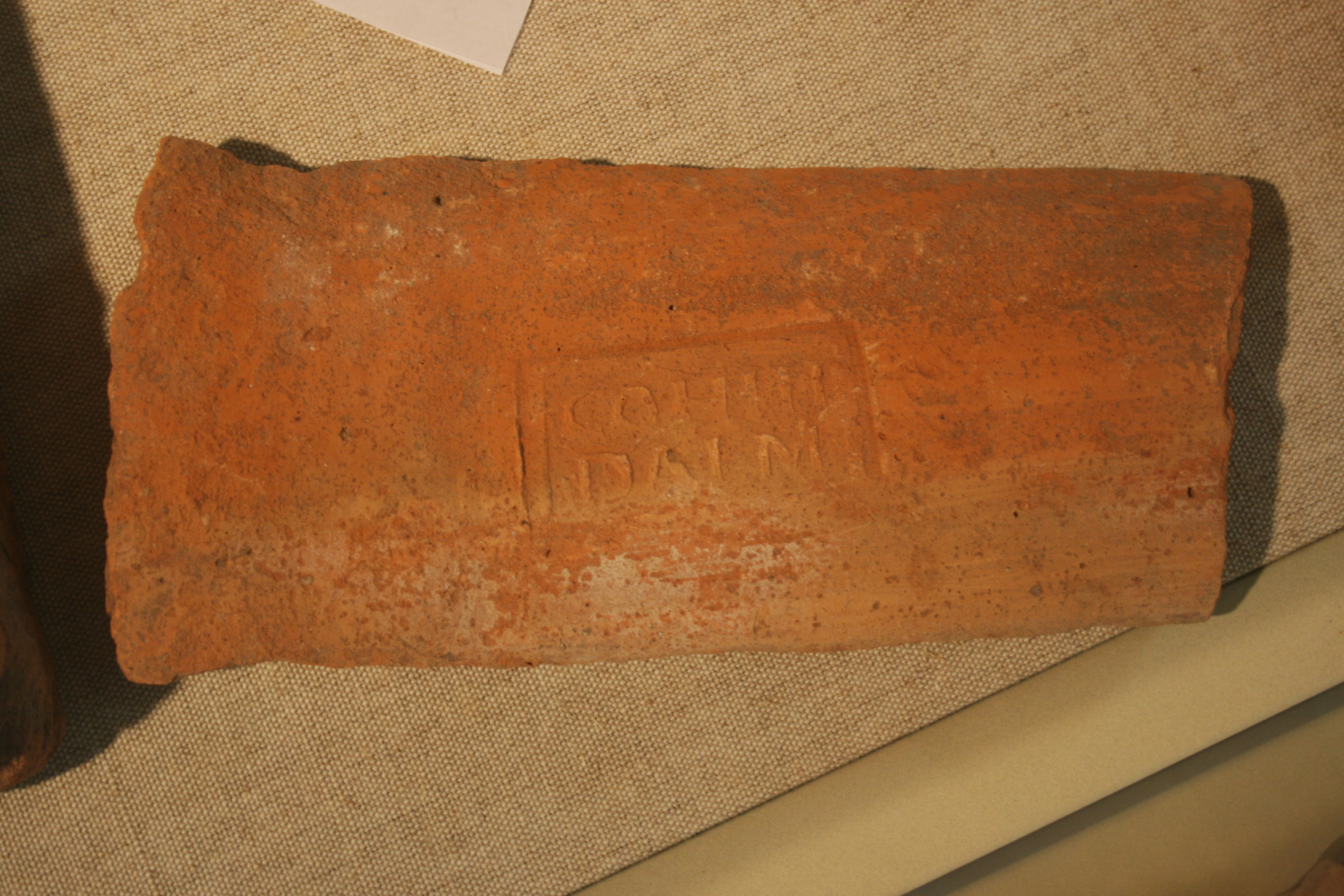
Ziegelstempel der Coh. III Dalmatarum aus dem Kastell Rückingen in Erlensee

## Eigenschaften
Der römische Ziegelstein wurde aus Ton hergestellt. Dieser wurde in Wasser aufgeschlämmt, dekantiert, gereinigt und unter Zugabe von Sand „entfettet“ und weiterverarbeitet. Dies war ein ähnliches Verfahren, wie es auch bei Keramiken angewandt wurde, insbesondere bei häufig verwendeten Gegenständen wie Transportamphoren. Im Vergleich zu modernen Ziegeln hatten römische Ziegel fast immer eine geringere Höhe. Sie wurden in verschiedenen Formen und Größen hergestellt.

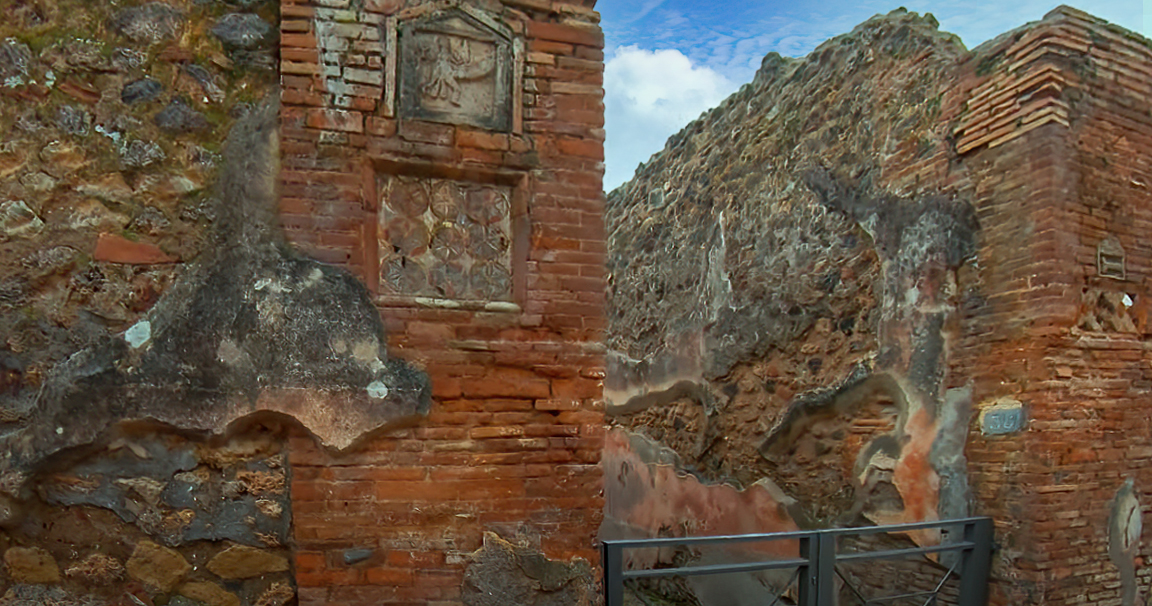
Ein Türrahmen aus Backstein, gefunden bei Ausgrabungen in Pompeji

Die Formen umfassten quadratische, rechteckige, dreieckige und runde Formen. Die größten gefundenen Ziegel waren über einen Meter lang. Antike römische Ziegel hatten im Allgemeinen eine Größe von 1½ römischen Fuß mal 1 römischen Fuß, es gab jedoch übliche Variationen bis zu 38 cm. Andere Ziegelgrößen im antiken Rom waren 61 × 31 × 10 und 38 × 20 × 25 cm. In Frankreich gefundene antike römische Ziegel haben die Maße 20 × 20 × 8.
Die Konstantin-Basilika in Augusta Treverorum (Trier) bestand aus römischen Ziegeln mit einer Größe von 38 cm im Quadrat und einer Dicke von 4 cm. Es lassen sich kaum offensichtliche Unterschiede feststellen, insbesondere dann, wenn nur Fragmente erhalten sind. Es gab Ziegel für Wände und Ziegel für Dächer oder Fußböden.   Archäologen verwenden den Oberbegriff englisch Ceramic Building Material (CBM).
Beim Mauerwerksbau durchsetzten die Römer das Mauerwerk oft in festgelegten Abständen mit dünnen Ziegelreihen, die manchmal als „Klebeziegel“ bezeichnet werden. Dies geschah, um der Struktur zusätzliche Stabilität zu verleihen. Dies war besonders wertvoll, wenn mit unregelmäßig geformten Baumaterialien wie Feuerstein gebaut wurde, da die Ziegel halfen, das Bett auszugleichen. Die Praxis hatte einen sekundären ästhetischen Effekt, indem sie den Wänden ein polychromes Aussehen verlieh.

Römischer Ziegelbrennofen, Aufsicht; Ausgrabung in Prittriching, südlich von Augsburg, Oberbayern 2016. Die der digitalen Umsetzung zugrundeliegenden Handzeichnungen entstanden in mehreren Ausgrabungsphasen.

## Ziegelarten (Gewöhnliche Ziegel)
- lateres bessales ein „zwei Drittel Ziegel“: quadratische oder runde Ziegel mit einem Durchmesser von 2/3 mal 2/3 Fuß oder 2/3 Fuß (ca. 20 cm). Diese Steine wurden unter anderem in Pilae verwendet; die Säulen unter dem Suspensura-Schwimmboden des Hypokausts, der römischen Fußbodenheizung.
- lateres pedales „Ziegel eins (Füße)“: Ziegel von 1 × 1 Fuß, etwa 30 cm. Vitruv nannte diesen Typus Tetradoron (4 palmus minor). Die runde Variante wurde unter anderem für gemauerte Säulen verwendet. Zu diesem Zweck wurden jedoch meist diagonal gebrochene dreieckige Bessales verwendet.
- lateres sesquipedales „Ziegel und ein halber“: Ziegel mit einer Größe von 1,5 × 1,5 Fuß, etwa 45 cm. Diese könnten in 4 oder 8 Dreiecke geschnitten werden, wobei die schräge, sichtbare Seite etwa 40 bzw. 30 cm misst. Vitruv nannte diesen Ziegel „lydisch“.
- lateres bipedales „Ziegel zwei (Fuß)“: Ziegel von 2 × 2 Fuß, etwa 60 cm. Diese wurden normalerweise in einem Stück verwendet, wurden aber auch in 8 oder 16 Dreiecke geschnitten. Die großen Zweibeiner wurden in Kombination mit gebrochenen bessales im opus testaceum verwendet, dem am häufigsten verwendeten römischen Ziermauerwerk für Wände. Darüber hinaus wurden die Steine als Bodenfliesen und im Hypokaust als Bodenbelag und als Tragschicht für den schwimmenden Boden verwendet.

Seit dem 1. Jahrhundert werden sie auch zur Wandheizung genutzt. Die Steine wurden dann mit keramischen Spulenabstandshaltern und langen Metallnägeln vertikal an der Wand platziert, wobei ein Abstand von einem palmus minor (ca. 7,5 cm) zwischen der Außenwand und den Zweibeinern eingehalten wurde. Darüber hinaus wurde der Entlastungsbogen bei Backsteinbögen meist zweibeinig konstruiert
- spicatum lateres kleine rechteckige Ziegel, die im opus spicatum verwendet werden; dekoratives Mauerwerk im Fischgrätenmuster. Diese Steine, auch Laterculi genannt, hatten meist eine Größe von 2,5 × 3 × 10 cm.
- tegulae hamatae Steine mit Vorsprüngen an anderen Stellen als den Tegulae mammatae. Wenn eine tegula mammata und eine hamata mit ihren Vorsprüngen aneinander platziert wurden, entstand eine Art Röhrchen und die Wärme wurde nicht von der Außenwand absorbiert.
- tegulae fractae zerbrochene und geschnittene Standardsteine, die zu dekorativen Zwecken verwendet werden.
- tegulae und imbrices. Die Tegula war ein römischer Dachziegel mit den Maßen etwa 45 × 60 cm. Der Imbrex, auch tegula imbricata genannt, war ein halbkreisförmig gebogener Dachziegel, der über die Stoßfänger zweier tegulae geschoben wurde. Tegulae colliciarum waren Dachziegel mit einer schrägen Seite, wenn das Dach eine Ecke hatte.
- tegulae mammatae Steine mit Vorsprüngen auf der Unterseite, meist an den vier Ecken. Diese Steine wurden als Wandfliesen verwendet, um eine Art Hohlwand zu schaffen und so das Eindringen von Feuchtigkeit zu verhindern. Seit dem Ende des 1. Jahrhunderts v. Chr. Diese Konstruktion wurde in Kombination mit einem Hypokaust zur Wandheizung eingesetzt.

Weitere Materialien waren:
- tegulae mammatae Ziegel mit Vorsprüngen auf der Rückseite, die im Allgemeinen an den vier Ecken angeordnet sind und als Wandverkleidung verwendet wurden, um einen Hohlraum zu schaffen, der in feuchten Umgebungen nützlich ist:
  - Ziegel mit kreisförmigem Sektor oder seltener mit vollständigem Kreis zur Herstellung von Mauerwerkssäulen:
  - runde und quadratische Ziegelsteine, die überlappend verwendet wurden, um die Säulen zu bilden, die die Böden auf Suspensura tragen, in deren Hohlraum die heiße Luft strömte, die zur Beheizung der Räume bestimmt war;
  - Terrakottaröhren mit einem im Allgemeinen viereckigen Querschnitt, die überlappend und an den Wänden zwischen der Verkleidung und einer weiteren dekorativen Verkleidung angeordnet waren und in denen die heiße Luft zum Heizen, die von den suspensurae-Böden kam, ebenfalls entlang der Wände strömte;
  - Terrakottarohre, meist mit kreisförmigem Querschnitt, die Abschnitte von Kanalisationen oder Abflüssen für Abwasser darstellten.
  - kleine rechteckige Ziegelsteine, die als Pflastersteine verwendet werden und in die man sie nach verschiedenen Mustern flach einordnen oder in einem Fischgrätmuster (opus spicatum) schneiden kann.
  - Ziegel, die speziell geformt sind, um Rahmen oder Dekorationen zu schaffen, manchmal werden sie durch das Formen der gewünschten Formen direkt vor Ort vervollständigt